# Leyton
Pour les articles homonymes, voir Leyton (homonymie).
Leyton est un district de la ville de Londres qui fait partie du Borough londonien de Waltham Forest, situé à environ 10 km au nord-est de Charing Cross.
L'ancienne paroisse de Leyton a été fusionnée en 1965 avec Waltham Forest.

## Sport
Le Leyton Orient évolue à Brisbane Road.
Le quartier a été le siège de l'Essex County Cricket Club entre 1886 et 1977.

## Galerie

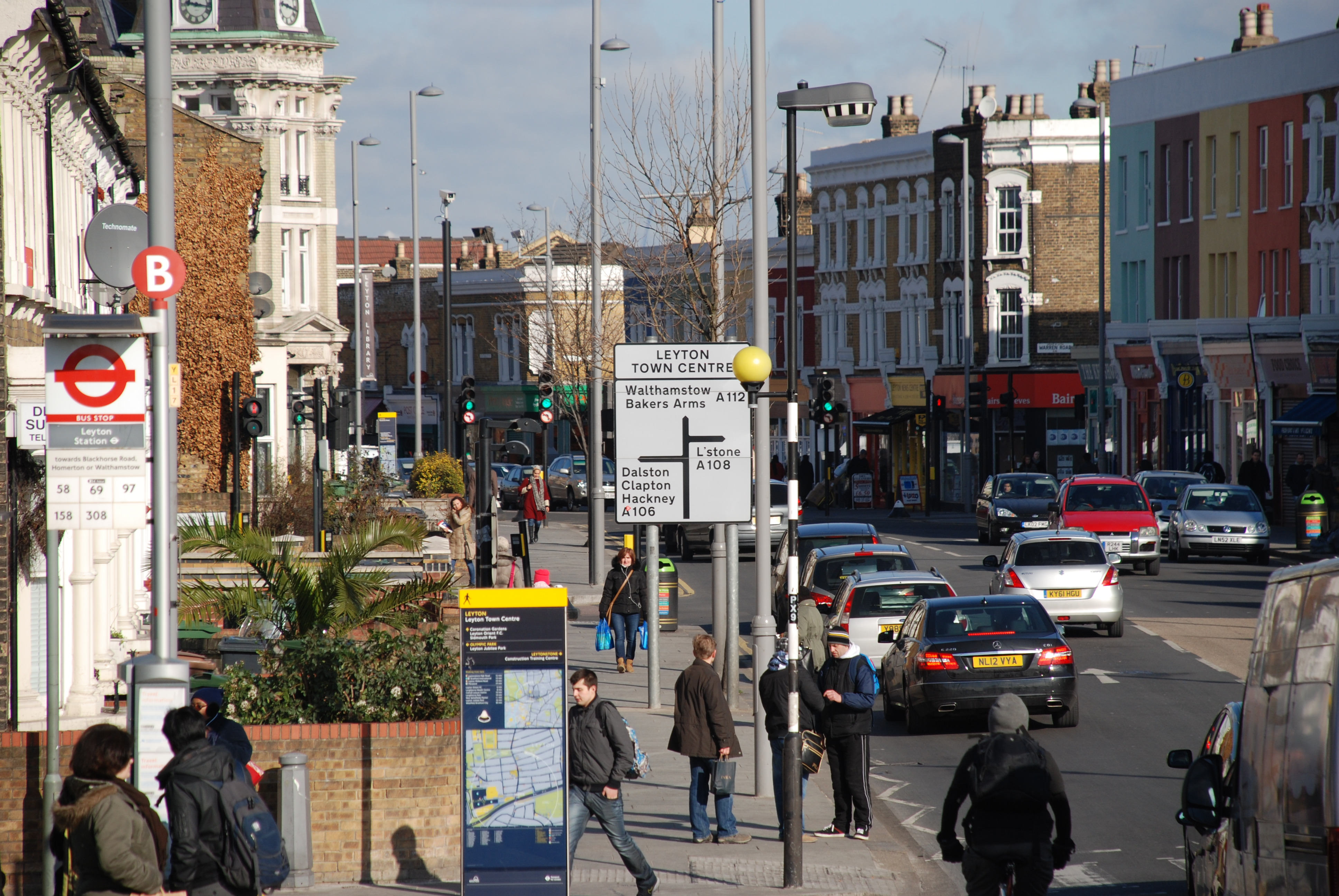
Centre de Leyton
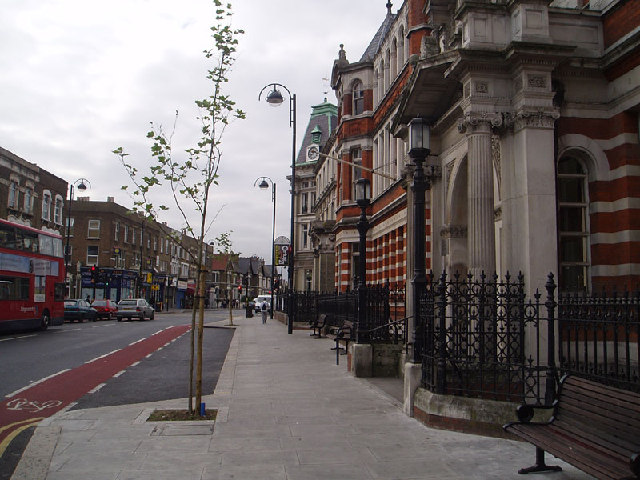
High Road